# Cappella Nostra Signora del Pilar dei Marianisti
Cappella Nostra Signora del Pilar dei Marianisti é uma capela conventual e pública localizada na Via Latina, 22, no quartiere Appio-Latino, anexa à cúria geral (sede mundial) da Sociedade de Maria ("marianistas"). É dedicada a Nossa Senhora do Pilar.

## História
Esta capela foi construída em 1948 juntamente com o convento do qual faz parte. É subsidiária da igreja Santa Caterina da Siena a Via Populonia, sede da paróquia a partir de 2013.

## Descrição
A capela é parte integrante do edifício do convento, que tem uma única ala no formato de três lados contíguos de um hexágono. Ela ocupa a maior parte da aresta mais à direita e está posicionada acima de uma cripta. Não há uma fachada propriamente dita porque a capela está encostada no convento pela frente, mas há um pequeno hall de entrada acessível depois de um lance de escadas. No interior, a nave tem quatro baias e termina num presbitério mais estreito com uma abside no fundo, de mesma altura. Recobrindo o todo está um teto plano circundado por um baixo beiral sobre uma cornija de pedra.
A estrutura toda é em tijolos vermelhos com rodapé em calcário. Cada baia da nave tem uma longa janela retangular vertical encimada por um pedaço de uma cornija suspensa acima da qual está uma outra pequena janela redonda. O presbitério tem três pequenas janelas verticais logo abaixo da linha do teto, perto da junção com a nave.